# Wallner-Panzl-Denkmal

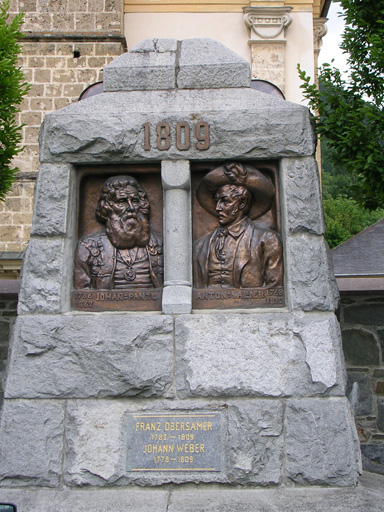
Das Wallner-Panzl-Denkmal in Matrei in Osttirol

Das Wallner-Panzl-Denkmal in der Gemeinde Matrei in Osttirol ist ein 1909 errichtetes Kriegerdenkmal. Es wurde im Andenken an die Anführer und Opfer der Koalitionskriege in Matrei errichtet, wobei der Entwurf von Virgil Rainer stammt. Das Kriegerdenkmal ist eines der 43 denkmalgeschützten Objekte der Gemeinde Matrei in Osttirol (Listeneintrag).

## Lage
Das Wallner-Panzl-Denkmal steht auf dem Kirchenplatz im Ortszentrum von Matrei in Osttirol. Es wurde an der westlichen Umfriedungsmauer der Pfarrkirche Matrei in Osttirol und des Friedhofs Matrei errichtet.

## Geschichte
Ende Mai 1809 beauftragte Andreas Hofer nach den Siegen der Tiroler gegen die französischen Truppen während der Koalitionskriege Anton Wallner mit der Organisation der Landesverteidigung im Salzburger Gebirgsland, im Pinzgau und im Pongau. Johann Panzl übernahm gleichzeitig die Führung der 2. Saalfeldener Schützenkompanie und wurde Unterkommandant Wallners. Nach Kämpfen in Salzburg kehrten Wallner und Panzl Ende Oktober 1809 nach Matrei zurück, um den Widerstand in Osttirol zu organisieren. Sie nahmen an den Kämpfen im Iseltal teil, die zum Frieden von Unterpeischlach führten. Nach der Besetzung Osttirols wurden Wallner und Panzl in Abwesenheit zum Tode verurteilt. Wallner war bereits zuvor geflüchtet, Panzl konnte aus seinem Versteck geschmuggelt werden. An Stelle von Wallner und Panzl wurden die von der Gemeinde Matrei gestellten Geiseln, der Metzger Johann Weber und der Sieberer Franz Obersamer, am 28. Dezember 1809 hingerichtet.

## Denkmal
Das Wallner-Panzl-Denkmal wurde 1909 zum 100-jährigen Jubiläum der Freiheitskämpfe auf dem Kirchenplatz in Matrei errichtet und am 26. September 1909 geweiht. Die mächtige Steinstele des Steinmetz Lardscheider besitzt einen halbrunden Abschluss und zwei durch eine Säule mit Würfelkapitell getrennte Reliefnischen. Die Reliefs aus Bronze wurden von Virgil Rainer geschaffen. Sie zeigen links Johann Panzl (bezeichnet „JOHAN=PANZL / 1786 / 1862“) und rechts Anton Wallner (bezeichnet „ANTON=WALLNER 1768 / 1810/V.RAINER“). Unterhalb der Bronzereliefs befindet sich eine Inschriftenplatte zum Gedenken an die hingerichteten Geiseln (bezeichnet „FRANZ OBERSAMER / 1783-1809 / JOHANN WEBER / 1778-1809“). 